# جونيور باوليستا (لاعب كرة قدم مواليد 1977)
جوزيه كريستيانو دي سوزا جونيور هو لاعب كرة قدم برازيلي في مركز الهجوم، ولد في 11 أغسطس 1977 في ساو باولو في البرازيل. لعب مع أورالان إليستا وبوغون شتشين ونادي إنترناسيونال ونادي بالميراس ونادي برازيل دي بيلوتاس ونادي جوينفيل ونادي شانغهاي بودونغ لكرة القدم ونادي غواراني ونادي فيغورينسي ونادي فيلا نوفا ونادي كاشياس دو سول.

## وصلات خارجية
- خوسيه كريستيانو دي سوزا جونيور على موقع قاعدة بيانات كرة القدم.إي يو (الإنجليزية)
- خوسيه كريستيانو دي سوزا جونيور على موقع Soccerway.com (الإنجليزية)